# Сталеві магнолії
«Сталеві магнолії» (англ. Steel Magnolias) — кінофільм режисера Герберта Росса, який вийшов на екрани у 1989 році. Ця робота є екранізацією однойменної п'єси Роберта Гарлінга.

## Сюжет
Дивовижна історія життя шести жінок з невеличкого містечка в штаті Луїзіана, які крізь роки з трепетом проносять свою дружбу. Вони діляться одна з одною своїми радостями і турботами, відвертими переживаннями та потаємними надіями.
Красуня Шелбі, найсильніша серед них, переконана, що на світі немає нічого неможливого. Вона підтримує подруг своїми впевненістю та дотепністю у складних життєвих ситуаціях. Можливо, саме тому вони і можуть піднятись на усією життєвою метушнею і нудністю сірих буднів, щоб відправитись у подорож до місця, де цвітуть сталеві магнолії.

## В ролях
- Саллі Філд — Малінн Ітентон
- Доллі Партон — Труві Джонс
- Ширлі Маклейн — Уізер Будро
- Деріл Ганна — Аннель Дюпюі Десото
- Олімпія Дукакіс — Клері Белчер
- Джулія Робертс — Шелбі Ітентон Латчері
- Том Скеррітт — Драм Ітентон
- Сем Шепард — Спад Джонс
- Ділан Макдермотт — Джексон Латчер
- Кевін О’Коннор — Семмі Десото
- Енн Веджуорт — тітка Ферн
- Джанін Тернер — Ненсі Бет Мармілліон

## Нагороди та номінації
- 1990 — номінація на премію «Оскар» за найкращу жіночу роль другого плану (Джулія Робертс).
- 1990 — премія «Золотий глобус» за найкращу жіночу роль другого плану (Джулія Робертс), а також номінація в категорії «Найкраща жіноча роль» (Саллі Філд).
- 1990 — дві номінації на премію American Comedy Awards за найсмішнішу жіночу роль другого плану (Ширлі Маклейн та Олімпія Дукакіс).
- 1990 — премія People’s Choice Awards за найкращий драматичний фільм.
- 1991 — номінація на премію BAFTA за найкращу жіночу роль другого плану (Ширлі Маклейн).

## Римейк
В 2012 році було знято римейк фільму за участі Квін Латіфи, Елфрі Вудард, Філісії Рашад, Джілл Скотт, Адеперо Одує та Кондоли Рашад у головних ролях.